# Michael Jackson: The Life of an Icon
Michael Jackson: The Life of a Icon é um documentário sobre o cantor pop Michael Jackson produzido por seu amigo, David Gest. O filme apresenta imagens do início de The Jackson 5, a carreira solo de Jackson e as acusações de abuso infantil feitas contra ele. Também tem entrevistas com a mãe de Jackson, Katherine e irmãos, Tito e Rebbie Jackson, bem como outros artistas - que foram inspirados por ele e o conheceram antes de sua morte - incluindo Whitney Houston, Smokey Robinson e Dionne Warwick. O filme foi lançado em DVD e Blu-ray em 2 de novembro de 2011.

## Elenco
- Michael Jackson (filmagem de arquivo)
- Katherine Jackson
- Tito Jackson
- Rebbie Jackson
- David Gest
- Smokey Robinson
- Dionne Warwick
- Whitney Houston
- Thomas Mesereau
- Frank Cascio
- Percy Sledge
- Petula Clark
- Paul Anka
- Dennis Edwards
- Jimmy Ruffin
- Freda Payne
- Brian Holland
- Lamont Dozier
- Eddie Holland
- Martha Reeves
- Nick Ashford
- Valerie Simpson
- Abdul ‘Duke’ Fakir
- Ron Alexenberg
- Peabo Bryson
- Eddie Floyd
- Marilyn McCoo
- Billy Davis, Jr.
- Kim Weston
- Brenda Holloway
- Don Black
- Ronnie Rancifer
- Bobby Taylor
- Keith Jackson
- Ronald Jackson
- Reynaud Jones
- Frank DiLeo
- J. Randy Taraborrelli
- Milford Hite
- Robert Hite
- Dexter Wansel
- Russell Thompkins, Jr.
- Mickey Rooney
- Weldon A. McDougal III
- Mark Lester
- Kenny Gamble
- Leon Huff
- Billy Paul